# غاري كينغ (سياسي)
غاري كينغ (بالإنجليزية: Gary King)‏ هو محامي وسياسي أمريكي، ولد في 29 سبتمبر 1954 في Stanley, New Mexico ‏ في الولايات المتحدة. نشط حزبياً في الحزب الديمقراطي. وقد انتخب عضو مجلس نواب نيومكسيكو.

## وصلات خارجية
- الموقع الرسمي